# Conus iheringi
Conus iheringi is een in zee levende slakkensoort uit het geslacht Conus. De slak behoort tot de familie Conidae. Conus iheringi werd in 1946 beschreven door Frenguell. Net zoals alle soorten binnen het geslacht Conus zijn deze slakken roofzuchtig en giftig. Zij bezitten een harpoenachtige structuur waarmee ze hun prooi kunnen steken en verlammen.